# Disque de Nipkow
 (octobre 2014).
Si vous disposez d'ouvrages ou d'articles de référence ou si vous connaissez des sites web de qualité traitant du thème abordé ici, merci de compléter l'article en donnant les références utiles à sa vérifiabilité et en les liant à la section « Notes et références ».

Schéma d'un disque de Nipkow.

Le  disque de Nipkow est un système d'analyse d'une image destiné à sa décomposition sous forme de lignes dans le but de transmettre celle-ci par des moyens électroniques. Il a été inventé en 1884 par l'ingénieur allemand Paul Nipkow (1860-1940).

## Description
Le système est fondé sur un disque perforé tournant à 25 tours par seconde. Chaque trou, au nombre de 30 à 200, est placé à une distance décroissante du centre, ce qui permet d'analyser l'image ligne par ligne. Une cellule photoélectrique placée derrière le disque mesure les variations d'intensité de la lumière qui peuvent alors être transmises à un appareil récepteur distant.
Avec ce procédé, l'image est alors composée d'autant de lignes que le disque est percé de trous. Étant donné que l'analyse de l'image est effectuée par un objet circulaire, celle-ci n'est pas décomposée sous forme de lignes droites mais sous forme d'arcs de cercle.

## Applications modernes
De nos jours, il est utilisé dans des systèmes tels que les microscopes confocaux avec des microlentilles et des pinholes (trous d'aiguilles) dont le nombre peut aller jusqu'à des centaines de milliers, en plusieurs spirales. Certains appareils de photographie à grande vitesse peuvent également en contenir.

#### Sources
1. ↑  « Microscope confocal : fonctionnement et caractéristiques | KEYENCE International Belgium(Français) », sur www.keyence.eu (consulté le 19 septembre 2023)